# Nowe Płoniawy
Nowe Płoniawy – wieś sołecka w Polsce położona w województwie mazowieckim, w powiecie makowskim, w gminie Płoniawy-Bramura.
W latach 1975–1998 miejscowość administracyjnie należała do województwa ostrołęckiego. Do II wojny światowej wieś nazywała się Płoniawy-Parcele. Po wojnie nazwę zmieniono na Płoniawy-Nowe, a pod koniec PRL-u na Nowe Płoniawy.